# Кумла
Кумла (швед. Kumla) је један од великих градова у Шведској, у средишњем делу државе. Град је у оквиру Округа Еребро, где је друго по величини значају насеље. Кумла је истовремено и седиште истоимене општине.

## Природни услови
Град Кумла се налази у средишњем делу Шведске и Скандинавског полуострва. Од главног града државе, Стокхолма, град је удаљен 215 км западно.
Кумла се развила у унутрашњости Скандинавског полуострва, у историјској области Нерке. Подручје града је равничарско до бреговито, а надморска висина се креће 45-60 м. Око града има више мањих језера.

## Историја
Кумла је било насеље без већег значаја све до почетка 19. века, када се овде зачиње индустрија обуће. Развој насеље у град је био најјачи пна прелазу из 19. у 20. век. 1940. године Кумла добија градска права.

## Становништво
Кумла је данас град средње величине за шведске услове. Град има око 14.000 становника (податак из 2010. г.), а градско подручје, тј. истоимена општина има око 21.000 становника (податак из 2012. г.). Последњих деценија број становника у граду брзо расте.
До средине 20. века Кумлу су насељавали искључиво етнички Швеђани. Међутим, са јачањем усељавања у Шведску, становништво града је постало шароликије, али опет мање него у случају других већих градова у држави.

## Привреда
Данас је Кумла савремени град са посебно развијеном индустријом. Последње две деценије посебно се развијају трговина, услуге и туризам.

## Збирка слика
- Кумла 1920. године
- Главна градска црква